# Hans-Maria Darnov
Hans-Maria Darnov (* 24. Mai 1951 in Wien) ist ein österreichischer Schauspieler. Seit 1982 lebt er in München.

## Leben
Hans-Maria Darnov wuchs in Wien auf, wo er die Volksschule und das Gymnasium besuchte und 1970 maturierte. Während der Schulzeit nahm er Klavierunterricht und lernte Standard- und Turniertanz. Nach dem Grundwehrdienst und einer Tätigkeit als Reiseleiter auf Mallorca begann er 1972 ein Studium der Romanistik in Wien und in Paris, wo er auch eine Assistentenstelle für Deutsch im Lycée Chaptal hatte. 1979 entschied er sich für eine Schauspielausbildung, Unterricht erhielt er unter anderem bei Susan Batson und Dominique de Fazio vom Actors Studio.
1982 übersiedelte er nach München, wo er erste Rollen für das Fernsehen und am Theater hatte, etwa am TamS München, am Modernen Theater München und am Münchner Volkstheater. 1989/90 war er am Staatstheater Darmstadt engagiert, von 1996 bis 2001 war er am Kleinen Theater Landshut zu sehen. Neben seiner Tätigkeit als Schauspieler veröffentlichte er auch Gedichte und schrieb mit Mariechen’s Mondspaziergang ein Kinderbuch. Die Gedichte präsentierte er unter anderem in Form von Leseabenden, etwa unter dem Titel Über die Liebe und andere Krustentiere.

## Filmografie (Auswahl)
- 1984: Wenn die Musik aus ist, dann ist auch die Liebe aus
- 1985: Lebe kreuz und sterbe quer
- 1986: Tatort: Wir werden ihn Mischa nennen
- 1987: Das Hintertürl zum Paradies
- 1989: Derrick – Ein kleiner Gauner
- 1989: Der Alte – Das Spiel ist aus
- 1990: Der Alte – Tod eines Beerdigungsunternehmers
- 1991: Tatort: Rikki
- 1991: Moving
- 1992: Derrick – Kein teurer Toter
- 1996: Der Trip
- 1996: Der Fahnder – Die Tochter des Polizisten
- 1997: Mali
- 1999: Versprich mir, dass es den Himmel gibt
- 1999: Deine besten Jahre
- 1999: Ganz unten, ganz oben
- 2000: Die Kommissarin – Falsche Opfer
- 2000–2001: Aeon – Countdown im All
- 2001: Und morgen Italien
- 2002: Ich schenk dir einen Seitensprung
- 2003: Schwabenkinder
- 2003: Die Verbrechen des Professor Capellari – Mord und Musik
- 2003: Tatort: Der Prügelknabe
- 2004: Mädchen, Mädchen 2 – Loft oder Liebe
- 2006: Tatort: Das verlorene Kind
- 2007: SOKO München – Domino
- 2007: Familie Sonnenfeld – Vertrauen
- 2007: Stadt, Land, Mord! – Sittenwidrig
- 2008: Ihr Auftrag, Pater Castell – Der 10. Mönch
- 2009: Die Rosenheim-Cops – Der letzte Einsatz
- 2009: Die Landärztin – Schleichendes Gift
- 2009: Kommissarin Lucas – Vergessen und Vergeben
- 2009: Der Stinkstiefel
- 2010: Polizeiruf 110: Die Lücke, die der Teufel lässt
- 2010: SOKO München – Ausgebrannt
- 2010: Eine Sennerin zum Verlieben
- 2010: Notruf Hafenkante – Loverboy
- 2011: Um Himmels Willen – Feld, Wald und Wiese
- 2011: Hubert und Staller – Der Sturz des Königs
- 2012: Dahoam is Dahoam
- 2013: Just Married – Hochzeiten zwei
- 2013: Im Schleudergang – Nazdrave, Erich!
- 2013: Harms
- 2013: Notruf Hafenkante – Lucky Punch
- 2013: Weniger ist mehr
- 2014: Die Familiendetektivin – Ein Notfall
- 2014: Almuth & Rita
- 2014: München 7 – Letzte Hoffnung München
- 2015: Hubert und Staller – Bauernopfer
- 2015: Tatort: Die letzte Wiesn
- 2016: München 7 – Das Alte im Neuen
- 2016: Auf Augenhöhe
- 2017: Die Hölle – Inferno
- 2017: SOKO Kitzbühel – Vermächtnis
- 2018: Erik & Erika
- 2018: Gefangen – Der Fall K.
- 2018: SOKO München – Tod im Schweinestall
- 2019: SOKO Donau/SOKO Leipzig (Crossover) – Der vierte Mann
- 2021: Katakomben (Fernsehserie)
- 2021: Kitz (Fernsehserie)
- 2023: Hubert ohne Staller – Anleitung zum Glücklichsein (Fernsehserie)

## Publikationen
- Herzlicht & Erdschatten: Gedichte, Novum Pro, Neckenmarkt/Wien/München 2010, ISBN 978-3-99003-108-7
- Mariechens Mondspaziergang: für Erwachsene und Kinder, mit Wolfgang Lackerschmid, Otter-Verlag, München, ISBN 978-3-933529-19-0
- DARNOVsolo, 2 CDs, 2010, ISBN 978-3-00-031798-9